# DR-Baureihe 19.0 (Reko)
Die Deutsche Reichsbahn baute 1964/1965 zwei Dampflokomotiven der Baureihe 19.0 (Sächsische XX HV) speziell für Einsatz als Bremslokomotiven bei der VES-M Halle um. Die bis 1976 eingesetzten Lokomotiven erhielten 1970 die EDV-Baureihen-Nummer 04.00.

## Geschichte
Als die aus der Fahrzeugversuchsanstalt (FVA) gegründete Versuchs- und Entwicklungsstelle Maschinenwirtschaft Halle (VES-M) der Deutschen Reichsbahn mit der eingehenden messtechnischen Erprobung der Neukonstruktionen der DDR-Schienenfahrzeugindustrie beauftragt wurde, benötigte man dringenden Ersatz für die verschlissenen und überalterten Bremslokomotiven. Dazu beauftragte deren Leiter, Max Baumberg 1958 seine Konstrukteure, ein Projekt für die vorhandenen Lokomotiven mit Verbundtriebwerk zu erarbeiten. Dabei sollten die Vorzüge des für den Einsatz als Bremslokomotiven vorzüglich geeigneten Vierzylinderverbundtriebwerkes mit den nunmehr verfügbaren modernen Fertigungs- und Konstruktionstechnologien vereint werden. Bereits im Oktober 1958 legte Baumberg ein erstes Projekt, unter Verwendung einer 19.0 sächsischen Ursprungs als Spenderlokomotive vor. Vier Jahre und viele Beratungen des Lokomotivausschusses sollten noch vergehen, bis am 11. Februar 1964 die 19 015 als erste, nach Vorstellungen der VES-M rekonstruierter „Sachsenstolz“ die Hallen des Reichsbahnausbesserungswerkes Meiningen verließ. Als zweite Reko-19 wurde die 19 022 im September 1964 begonnen. Deren Auslieferung erfolgte am 31. März 1965, die Indienststellung beim Bw Halle P zum 1. April 1965. Eine vorgesehene dritte Lokomotive kam nicht zur Ausführung.
Aus der seinerzeit modernsten und größten europäischen Schnellzuglokomotive, der Sächsischen XX HV, war eine belastbare, alltagstaugliche Rekolok mit völlig neuem Aussehen geworden, die nun durch zahlreiche Umbauten ohne die ursprünglichen Grundmängel auskommen sollte.

## Technische Merkmale
Bei der Rekonstruktion erhielten die beiden Lokomotiven je einen neuen Verbrennungskammerkessel, der ursprünglich für die Modernisierung der Lokomotiven der Baureihen 03.10, 39 und 41 konstruiert worden war. Die im Raw Halberstadt gebauten Kessel des Typs 39E erhielten dazu eine deutlich verkürzte Rauchkammer ohne den Ausschnitt für den Mischvorwärmer. 19 015 bekam den schon fast zwei Jahre bereitliegenden Kessel 230/1962 und 19 022 den Kessel 281/64. Ein solcher Neubaukessel kostete seinerzeit 63.000,00 Mark.
Wegen der unzureichenden Strömungsverhältnisse in den Verbindern der Dampfmaschinen, entwickelte die VES-M völlig neue geschweißte Zylinderblöcke und ließ diese in Meiningen unter Aufsicht eines eigenen Schweißingenieurs fertigen. Während die Zylinderdurchmesser und der Kolbenhub beibehalten wurden, änderte man den Durchmesser aller vier Schieber auf die bei den Einheitslokomotiven genormten 300 mm. Zur Vermeidung eines Gleichlaufs der Hoch- und Niederdruckschieber wurde die Steuerung der Dampfmaschine geändert und von Nacheilung auf die bei der Heusingersteuerung übliche Voreilung umgebaut.
Der Rahmen erfuhr nur geringe Änderungen, musste zur Aufnahme des neuen Kessels jedoch an beiden Enden vorgeschuht (verlängert) werden. Dadurch erhöhte sich der Gesamtradstand auf 20.385 mm, was einen Einsatz auf kleinen Drehscheiben erschwerte oder unmöglich machte. Mit dem Fahrwerksumbau erfolgte auch der Einbau von Einheitslaufradsätzen mit 1000 mm und 1250 mm Durchmesser. Der vorhandene Oberflächenvorwärmer wurde wegen der neu installierten Gegendruckbremse beibehalten und an seinem ursprünglichen Platz unter dem Kessel belassen. Allerdings rückte er nunmehr zwischen Treib- und dritten Kuppelradsatz. An seinen ehemaligen Platz rückte ein neuer Pumpenträger hinter den dritten Kuppelradsatz. Die beiden neuen 400 l-Hauptluftbehälter ordnete man, ähnlich der Baureihe 01, längs zwischen letztem Kuppelradsatz und Nachlaufgestell an.
Der breitere Rekokessel erforderte auch ein neues Führerhaus mit geänderter Front, Klarsichtapparaten und Stauschuten. Witte-Windleitbleche, kegelförmige Rauchkammertüren, eine gemeinsame Verkleidung von Dampfdom und Sandkästen gaben den Maschinen ein stark verändertes Aussehen.
Die 19 015 wurde mit dem Tender 2'3 T38 der zerlegten Hochdruck-Versuchslokomotive H 45 024 gekuppelt. Die 19 022 erhielt einen Einheitstender 2'2'T 34. 1967 erfolgte im Raw Meiningen der Umbau beider Lokomotiven auf Ölhauptfeuerung.

## Verbleib
Die seit 1970 in 04 0015 und 04 0022 umbezeichneten Rekoloks erhielten 1972 im Raw Meiningen noch aufwändige Hauptuntersuchungen, wurden danach aber kaum noch eingesetzt. Die 04 0022 leistete nach dem Raw-Aufenthalt bis zur Ausmusterung am 5. Mai 1975 nur 4700 km und wurde bis zum 14. Oktober 1975 im Raw Meiningen zerlegt.
Trotz intensivster Bemühungen der Hallenser Eisenbahner, die 04 0015 als Denkmal- oder Museumslok zu erhalten, ereilte sie zeitgleich ein ähnliches Schicksal. Mit nur 422 Kilometern Laufleistung (die hauptsächlich aus einer Abschiedsfahrt resultieren sollen), erfolgte zum 20. Oktober 1976 die Ausmusterung. Im Frühjahr 1977 wurde auch die 04 0015 verschrottet. Lediglich der imposante Treibradsatz dieser Lok wurde erhalten und steht heute an der Drehscheibe des als Außenstelle des DB Museum genutzten Bw Halle P.